# Uncertain Terms
Pour plus de détails, voir Fiche technique et Distribution.
Uncertain Terms est un film américain réalisé par Nathan Silver, sorti en 2014.

## Synopsis
Robbie part chez sa tante à la campagne et découvre que celle-ci héberge des jeunes femmes enceintes.

## Fiche technique
- Titre : Uncertain Terms
- Réalisation : Nathan Silver
- Scénario : Chloe Domont, Nathan Silver et Cody Stokes
- Photographie : Cody Stokes
- Montage : Cody Stokes
- Production : Chloe Domont, Josh Mandel et Richard Peete
- Société de production : Konec Films, Industry Standard Films et Neighborhood Watch
- Société de distribution : Breaking Glass Pictures (États-Unis)
- Pays :  États-Unis
- Genre : Comédie dramatique
- Durée : 75 minutes
- Dates de sortie : 
  -  États-Unis : 14 juin 2014 (Los Angeles Film Festival), 29 mai 2015

## Distribution
- David Dahlbom : Robbie
- Adinah Dancyger : Brandi
- Casey Drogin : Chase
- Hannah Gross : Cammy
- Tallie Medel : Jean
- Caitlin Mehner : Mona
- Bobbi Salvör Menuez : Nina
- Gina Piersanti : Charlie
- Cindy Silver : Carla
- Nathan Silver : Lenny
- Bettina Skye : Ann Silver

## Accueil
Le film a reçu un accueil favorable de la critique. Il obtient un score moyen de 68 % sur Metacritic.